# Büyükyanık, Kaynarca
Büyükyanık là một xã thuộc huyện Kaynarca, tỉnh Sakarya, Thổ Nhĩ Kỳ. Dân số thời điểm năm 2008 là 1.728 người.